# Styringomyia ingrami
Styringomyia ingrami is een tweevleugelige uit de familie steltmuggen (Limoniidae). De soort komt voor in het Afrotropisch gebied.